# Taksimo
Taksimo (in russo Таксимо́?, nelle lingue jukaghire Таксама) è un insediamento di tipo urbano della Russia asiatica, in Siberia Orientale. È situato nella Repubblica autonoma della Burazia e appartiene al rajon Mujskij del quale è il centro amministrativo. 
È situato sulla riva destra del fiume Muja, 690 km a nord-est di Ulan-Udė, sulla linea principale della Ferrovia Bajkal-Amur ed è collegato tramite strada a un traghetto che attraversa il fiume Vitim, conducendo al centro della regione mineraria dell'oro, la città di Bodajbo.